# یواس‌اس واسپ (اس‌پی-۱۱۵۹)
یواس‌اس واسپ (اس‌پی-۱۱۵۹) (به انگلیسی: USS Wasp (SP-1159)) یک کشتی بود که طول آن ۴۰ فوت ۰ اینچ (۱۲٫۱۹ متر) بود. این کشتی در سال ۱۹۱۰ ساخته شد.